# Běstvina
Běstvina település Csehországban, a Chrudimi járásban. Běstvina Ronov nad Doubravou, Seč, Třemošnice, Heřmanice, Kraborovice, Borek és Jeřišno településekkel határos. Lakosainak száma 562 fő (2024. január 1.).

## Népesség
A település lakosságának változását az alábbi diagram mutatja:
| Lakosok száma | 1348 | 1212 | 1218 | 945  | 691  | 514  | 524  | 545  | 534  | 562  |
|               | 1869 | 1900 | 1921 | 1961 | 1980 | 2011 | 2016 | 2019 | 2021 | 2024 |